# Schizothorax macropogon
Schizothorax macropogon és una espècie de peix cipriniforme de la família dels ciprínids.

## Morfologia
Els mascles poden assolir els 33,3 cm de longitud total.

## Distribució geogràfica
Es troba al riu Brahmaputra (Tibet).